# Idiotsitter
Idiotsitter est une série télévisée comique américaine créée par Jillian Bell et Charlotte Newhouse ayant débuté par six webisodes en 2014, suivi de 17 épisodes de 22 minutes diffusés entre le 14 janvier 2016 et le 17 juin 2017 sur Comedy Central.
En France, la série est diffusée depuis le 2 septembre 2016 sur MTV France. Elle reste inédite dans les autres pays francophones.

## Synopsis
Une jeune femme sérieuse est engagée pour être la babysitter de la fille d'un homme très, très riche, alors que celle-ci est assignée à résidence dans son manoir.

## Distribution

### Acteurs principaux
- Jillian Bell (VFB : Élisabeth Guinand) : Genevieve « Gene » Russell
- Charlotte Newhouse (en) (VFB : Sandrine Henry)[3] : Wilhelmina « Billie » Brown
- Stephen Root : Kent Russell
- Elizabeth De Razzo : Joy
- Jennifer Elise Cox : Tanzy Russell

### Acteurs récurrents
- Steve Berg : Chet / Bret
- Ryan Gaul : McCallister Dobbs

#### Avec les voix de
- Pedro Cabanas
- Jean-Paul Clerbois
- Thibaut Delmotte
- Monia Douieb
- Alain Eloy
- Stéphane Flamant
- Valérie Lecot
- Pierre Lognay
- Frédéric Van Linthout

- Version française
- Société de doublage : Lylo
- Direction artistique : Julie Basecqz
- Adaptation des dialogues : Carole Guichard
- Chargée de production : Mélanie Gabant
- Techniciens : Camille Chain, David Davister, Samuel Didi, Rudy Taieb, Bastien Gilson

Source VF : carton du doublage télévisuel.

## Production
En juin 2016, Comedy Central renouvelle la série pour une seconde saison de dix épisodes, réduite par la suite à sept épisodes.

## Épisodes

### Première saison (2016)
1. Garde d'adulte (Pilot)
2. Le Compte-rendu de lecture (Book Report)
3. Enterrement (Funeral)
4. Les Cops avant les mecs (Hos Before Bros)
5. Fumigation (Fumigation)
6. La Fête des mères (Mother's Day)
7. Le Bal de promo (GED Prom)
8. Viva La Joy (Viva La Joy)
9. Ex-Boyfriend (Ex-Boyfriend)
10. Finale (Finale)

### Deuxième saison (2017)
Cette saison de sept épisodes a été diffusée les 10 et 17 juin 2017.
1. Billie and Gene: The College Years
2. Better Off Ned
3. Virginity
4. Girls Gone Wild
5. Sports
6. Rush, Rush
7. School's Out